# Velutina granulata
Velutina granulata är en snäckart som beskrevs av Dall 1919. Velutina granulata ingår i släktet Velutina och familjen Velutinidae. Inga underarter finns listade i Catalogue of Life.